# Síndrome de Lucey-Driscoll
El síndrome de Lucey-Driscoll es un desorden metabólico de tipo autosómico recesivo que afecta las enzimas involucradas en el metabolismo de la bilirrubina. Es uno de los tantos desórdenes clasificados como hiperbilirrubinemia indirecta transitoria familiar.

## Causa

La Síndrome de Lucey-Driscoll se transmite con un patrón autosómico recesivo

La principal causa es de tipo congénita, pero también puede ocurrir por el traspaso de esteroides por la leche materna hacia el recién nacido. No tiene que ver con la ictericia fisiológica que se produce por el consumo de leche materna (los bebés alimentados con lactancia materna tienen mayores índices que aquellos alimentados con fórmulas de inicio).
Se piensa que la causa es la inhibición de la glucuroniltransferasa hepática en el neonato, por un factor no identificado presente en el suero y en la orina maternos.

## Genética
El síndrome tiene un patrón de herencia de tipo autosómico recesivo. Un defecto en el gen UGT1A1, también relacionado con los síndromes de Gilbert y de Crigler-Najjar, es responsable del defecto enzimático.